# Décimo Bettini
Décimo Bettini (* 30. Dezember 1910 in Calci; † 19. Dezember 1982 in Marseille) war ein italienisch-französischer Radrennfahrer.

## Sportliche Laufbahn
Bettini war im Straßenradsport aktiv. In Italien geboren, nahm er später die französische Staatsbürgerschaft an. Als Unabhängiger gewann er das Etappenrennen Circuit des villes d’eaux d’Auvergne 1934. Von 1938 bis 1942 war er Berufsfahrer. 1932 gewann er eine Etappe im Circuit des villes d’eaux d’Auvergne. Die Tour de Corse cycliste gewann er 1936, ebenso den Circuit des Alpes. 1938 siegte er im Critérium du Midi.
Zweiter wurde er 1934 in der Tour de Corse cycliste, 1937 in der Tour du Sud-Ouest, 1938 bei Toulon–Aubagne–Toulon und im Grand Prix d’Antibes, Dritter wurde er 1936 im Grand Prix Nice, 1937 bei Marseille–Avignon–Marseille und 1939 im Circuit des villes d’eaux d’Auvergne.
Die Tour de France bestritt er zweimal. 1933 wurde er 21., 1936 beendete er die Rundfahrt nicht. In den Rennen der Monumente des Radsports war der 8. Platz bei Mailand–Sanremo 1933 sein bestes Resultat.

## Familiäres
Sein Bruder Agostino Bettini war ebenfalls Radrennfahrer.